# 2006-os labdarúgó-világbajnokság-selejtező (UEFA – 3. csoport)
A 2006-os labdarúgó-világbajnokság európai 3. selejtezőcsoportjának mérkőzéseit, és a csoport végeredményét tartalmazó lapja. A csoportban körmérkőzéses, oda-visszavágós rendszerben játszottak egymással a labdarúgó-válogatottak. A csoportelső automatikus résztvevője lett a 2006-os labdarúgó-világbajnokságnak.
A csoportban Észtország, Lettország, Liechtenstein, Luxemburg, Oroszország, Portugália és Szlovákia szerepelt.
A csoportot Portugália nyerte és kijutott a 2006-os világbajnokságra, míg Szlovákia szerezte meg a második helyet és játszhatott pótselejtezőt. 

## Tabella
| Hely. | Csapat        | M  | Gy | D | V  | G+ | G– | Gk  | P  | Továbbjutás                         |     | Portugália | Szlovákia | Oroszország | Észtország | Lettország | Liechtenstein | Luxemburg |
| ----- | ------------- | -- | -- | - | -- | -- | -- | --- | -- | ----------------------------------- | --- | ---------- | --------- | ----------- | ---------- | ---------- | ------------- | --------- |
| 1.    | Portugália    | 12 | 9  | 3 | 0  | 35 | 5  | +30 | 30 | Kijutott a 2006-os világbajnokságra |     | —          | 2–0       | 7–1         | 4–0        | 3–0        | 2–1           | 6–0       |
| 2.    | Szlovákia     | 12 | 6  | 5 | 1  | 24 | 8  | +16 | 23 | Továbbjutott a második fordulóba    |     | 1–1        | —         | 0–0         | 1–0        | 4–1        | 7–0           | 3–1       |
| 3.    | Oroszország   | 12 | 6  | 5 | 1  | 23 | 12 | +11 | 23 |                                     |     | 0–0        | 1–1       | —           | 4–0        | 2–0        | 2–0           | 5–1       |
| 4.    | Észtország    | 12 | 5  | 2 | 5  | 16 | 17 | −1  | 17 |                                     | 0–1 | 1–2        | 1–1       | —           | 2–1        | 2–0        | 4–0           |           |
| 5.    | Lettország    | 12 | 4  | 3 | 5  | 18 | 21 | −3  | 15 |                                     | 0–2 | 1–1        | 1–1       | 2–2         | —          | 1–0        | 4–0           |           |
| 6.    | Liechtenstein | 12 | 2  | 2 | 8  | 13 | 23 | −10 | 8  |                                     | 2–2 | 0–0        | 1–2       | 1–2         | 1–3        | —          | 3–0           |           |
| 7.    | Luxemburg     | 12 | 0  | 0 | 12 | 5  | 48 | −43 | 0  |                                     | 0–5 | 0–4        | 0–4       | 0–2         | 3–4        | 0–4        | —             |           |

## Mérkőzések
| 2004. augusztus 18. 20:15 |

| Liechtenstein | 1–2         | Észtország               |
| ------------- | ----------- | ------------------------ |
| D'Elia 49'    | Jegyzőkönyv | Viikmäe 34' Lindpere 80' |

| Rheinpark Stadion, Vaduz Nézőszám: 912 Játékvezető: Emil Bozinovski (macedón) |

| 2004. augusztus 18. 20:15 |

| Szlovákia                      | 3–1         | Luxemburg   |
| ------------------------------ | ----------- | ----------- |
| Vittek 26' Greško 48' Demo 89' | Jegyzőkönyv | Strasser 2' |

| Tehelné pole, Pozsony Nézőszám: 5016 Játékvezető: Kassai Viktor (magyar) |

| 2004. szeptember 4. 18:00 |

| Észtország                                         | 4–0         | Luxemburg |
| -------------------------------------------------- | ----------- | --------- |
| Teever 7' Schauls 41' (öngól) Oper 61' Viikmäe 67' | Jegyzőkönyv |           |

| Lilleküla Stadion, Tallinn Nézőszám: 3000 Játékvezető: Alan Kelly (ír) |

| 2004. szeptember 4. 19:00 |

| Oroszország | 1–1         | Szlovákia  |
| ----------- | ----------- | ---------- |
| Bulikin 14' | Jegyzőkönyv | Vittek 87' |

| Központi Dinamo Stadion, Moszkva Nézőszám: 11,500 Játékvezető: Manuel Mejuto González (Spanyol) |

| 2004. szeptember 4. 20:15 |

| Lettország | 0–2         | Portugália              |
| ---------- | ----------- | ----------------------- |
|            | Jegyzőkönyv | Ronaldo 57' Pauleta 58' |

| Skonto stadion, Riga Nézőszám: 9,500 Játékvezető: Graham Poll (angol) |

| 2004. szeptember 8. 20:00 |

| Luxemburg                           | 3–4         | Lettország                                                                      |
| ----------------------------------- | ----------- | ------------------------------------------------------------------------------- |
| Braun 11' A. Leweck 55' Cardoni 62' | Jegyzőkönyv | Verpakovskis 4' Zemļinskis 40' (11-esből) Hoffmann 65' (öngól) Prohorenkovs 67' |

| Stade Josy Barthel, Luxembourg Nézőszám: 2,125 Játékvezető: Geórgiosz Kásznaférisz (görög) |

| 2004. szeptember 8. 20:15 |

| Szlovákia                                                          | 7–0         | Liechtenstein |
| ------------------------------------------------------------------ | ----------- | ------------- |
| Vittek 15' 59' 81' Karhan 42' Németh 84' Mintál 85' Zabavník 90+2' | Jegyzőkönyv |               |

| Tehelné pole, Pozsony Nézőszám: 5,620 Játékvezető: Dejan Delević (Szerbia és Montenegró-i) |

| 2004. szeptember 8. 21:15 |

| Portugália                                | 4–0         | Észtország |
| ----------------------------------------- | ----------- | ---------- |
| Ronaldo 75' Postiga 83' 90+1' Pauleta 86' | Jegyzőkönyv |            |

| Estádio Dr. Magalhães Pessoa, Leiria Nézőszám: 27,214 Játékvezető: Bülent Demirlek (török) |

| 2004. október 9. 17:00 |

| Luxemburg | 0–4         | Oroszország                     |
| --------- | ----------- | ------------------------------- |
|           | Jegyzőkönyv | Szicsov 56' 69' 86' Arsavin 62' |

| Stade Josy Barthel, Luxembourg Nézőszám: 3,670 Játékvezető: Eric Braamhaar (holland) |

| 2004. október 9. 17:30 |

| Szlovákia                               | 4–1         | Lettország      |
| --------------------------------------- | ----------- | --------------- |
| Németh 46' L. Reiter 50' Karhan 55' 87' | Jegyzőkönyv | Verpakovskis 3' |

| Tehelné pole, Pozsony Nézőszám: 13,025 Játékvezető: Stefano Farina (olasz) |

| 2004. október 9. 19:15 |

| Liechtenstein             | 2–2         | Portugália                     |
| ------------------------- | ----------- | ------------------------------ |
| Burgmeier 48' T. Beck 76' | Jegyzőkönyv | Pauleta 23' Hasler 39' (öngól) |

| Rheinpark Stadion, Vaduz Nézőszám: 3,548 Játékvezető: Novo Panić (Bosznia-hercegovinai) |

| 2004. október 13. 18:00 |

| Lettország                | 2–2         | Észtország          |
| ------------------------- | ----------- | ------------------- |
| Astafjevs 65' Laizāns 82' | Jegyzőkönyv | Oper 72' Teever 79' |

| Skonto stadion, Riga Nézőszám: 8,500 Játékvezető: Florian Meyer (német) |

| 2004. október 13. 20:00 |

| Luxemburg | 0–4         | Liechtenstein                                               |
| --------- | ----------- | ----------------------------------------------------------- |
|           | Jegyzőkönyv | Ma. Stocklasa 41' Burgmeier 44' 85' M. Frick 57' (11-esből) |

| Stade Josy Barthel, Luxembourg Nézőszám: 3,478 Játékvezető: Jaroslav Jára (cseh) |

| 2004. október 13. 21:15 |

| Portugália                                                     | 7–1         | Oroszország |
| -------------------------------------------------------------- | ----------- | ----------- |
| Pauleta 26' Ronaldo 39' 69' Deco 45' Simão 82' Petit 89' 90+2' | Jegyzőkönyv | Arsavin 79' |

| Estádio José Alvalade, Lisszabon Nézőszám: 27,258 Játékvezető: Kírosz Vasszárasz (görög) |

| 2004. november 17. 19:00 |

| Oroszország                                                 | 4–0         | Észtország |
| ----------------------------------------------------------- | ----------- | ---------- |
| Karjaka 23' Izmajlov 25' Szicsov 32' Loszkov 67' (11-esből) | Jegyzőkönyv |            |

| Kubany stadion, Krasznodar Nézőszám: 29,000 Játékvezető: Massimo Busacca (svájci) |

| 2004. november 17. 19:00 |

| Liechtenstein | 1–3         | Lettország                                      |
| ------------- | ----------- | ----------------------------------------------- |
| M. Frick 32'  | Jegyzőkönyv | Verpakovskis 7' Zemļinskis 57' Prohorenkovs 89' |

| Rheinpark Stadion, Vaduz Nézőszám: 1,460 Játékvezető: Szabó Zsolt (magyar) |

| 2004. november 17. 20:00 |

| Luxemburg | 0–5         | Portugália                                                     |
| --------- | ----------- | -------------------------------------------------------------- |
|           | Jegyzőkönyv | Federspiel 11' (öngól) Ronaldo 28' Maniche 52' Pauleta 67' 82' |

| Stade Josy Barthel, Luxembourg Nézőszám: 8,045 Játékvezető: Vitalij Hoduljan (ukrán) |

| 2005. március 26. 17:00 |

| Liechtenstein | 1–2         | Oroszország               |
| ------------- | ----------- | ------------------------- |
| T. Beck 40'   | Jegyzőkönyv | Kerzsakov 23' Karjaka 37' |

| Rheinpark Stadion, Vaduz Nézőszám: 2,400 Játékvezető: Espen Berntsen (norvég) |

| 2005. március 26. 18:00 |

| Észtország | 1–2         | Szlovákia                |
| ---------- | ----------- | ------------------------ |
| Oper 57'   | Jegyzőkönyv | Mintál 58' L. Reiter 65' |

| Lilleküla stadon, Tallinn Nézőszám: 3,051 Játékvezető: Peter Fröjdfeldt (svéd) |

| 2005. március 30. 18:00 |

| Észtország   | 1–1         | Oroszország |
| ------------ | ----------- | ----------- |
| Terehhov 63' | Jegyzőkönyv | Arsavin 18' |

| Lilleküla stadion, Tallinn Nézőszám: 8,850 Játékvezető: Gianluca Paparesta (olasz) |

| 2005. március 30. 19:00 |

| Szlovákia            | 1–1         | Portugália  |
| -------------------- | ----------- | ----------- |
| Karhan 8' (11-esből) | Jegyzőkönyv | Postiga 62' |

| Tehelné pole, Pozsony Nézőszám: 21,000 Játékvezető: Alain Sars (francia) |

| 2005. március 30. 19:00 |

| Lettország                                                | 4–0         | Luxemburg |
| --------------------------------------------------------- | ----------- | --------- |
| Bleidelis 32' Laizāns 38' (11-esből) Verpakovskis 73' 90' | Jegyzőkönyv |           |

| Skonto stadion, Riga Nézőszám: 8,203 Játékvezető: Draženko Kovačić (horvát) |

| 2005. június 4. 18:00 |

| Észtország            | 2–0         | Liechtenstein |
| --------------------- | ----------- | ------------- |
| Stepanov 27' Oper 57' | Jegyzőkönyv |               |

| Lilleküla stadion, Tallinn Nézőszám: 3,000 Játékvezető: Mark Whitby (walesi) |

| 2005. június 4. 18:00 |

| Oroszország                        | 2–0         | Lettország |
| ---------------------------------- | ----------- | ---------- |
| Arsavin 56' Loszkov 78' (11-esből) | Jegyzőkönyv |            |

| Petrovszkij Stadion, Szentpétervár Nézőszám: 21,575 Játékvezető: Éric Poulat (francia) |

| 2005. június 4. 19:45 |

| Portugália            | 2–0         | Szlovákia |
| --------------------- | ----------- | --------- |
| Meira 21' Ronaldo 42' | Jegyzőkönyv |           |

| Estádio da Luz, Lisszabon Nézőszám: 64,000 Játékvezető: Pierluigi Collina (olasz) |

| 2005. június 8. 18:30 |

| Lettország    | 1–0         | Liechtenstein |
| ------------- | ----------- | ------------- |
| Bleidelis 17' | Jegyzőkönyv |               |

| Skonto stadion, Riga Nézőszám: 8,000 Játékvezető: Jonas Eriksson (svéd) |

| 2005. június 8. 20:00 |

| Luxemburg | 0–4         | Szlovákia                                    |
| --------- | ----------- | -------------------------------------------- |
|           | Jegyzőkönyv | Németh 5' Mintál 15' Kisel 54' L. Reiter 60' |

| Stade Josy Barthel, Luxembourg Nézőszám: 2,108 Játékvezető: Rob Styles (angol) |

| 2005. június 8. 20:15 |

| Észtország | 0–1         | Portugália  |
| ---------- | ----------- | ----------- |
|            | Jegyzőkönyv | Ronaldo 32' |

| Lilleküla stadion, Tallinn Nézőszám: 10,280 Játékvezető: Mike Riley (angol) |

| 2005. augusztus 17. 18:00 |

| Lettország   | 1–1         | Oroszország |
| ------------ | ----------- | ----------- |
| Astafjevs 6' | Jegyzőkönyv | Arsavin 24' |

| Skonto stadion, Riga Nézőszám: 10,000 Játékvezető: Graham Poll (angol) |

| 2005. augusztus 17. 20:15 |

| Liechtenstein | 0–0         | Szlovákia |
| ------------- | ----------- | --------- |
|               | Jegyzőkönyv |           |

| Rheinpark Stadion, Vaduz Nézőszám: 1,150 Játékvezető: Bertrand Layec (francia) |

| 2005. szeptember 3. 18:00 |

| Észtország           | 2–1         | Lettország  |
| -------------------- | ----------- | ----------- |
| Oper 11' Smirnov 71' | Jegyzőkönyv | Laizāns 90' |

| Lilleküla stadion, Tallinn Nézőszám: 8,970 Játékvezető: Alberto Undiano Mallenco (spanyol) |

| 2005. szeptember 3. 19:00 |

| Oroszország       | 2–0         | Liechtenstein |
| ----------------- | ----------- | ------------- |
| Kerzsakov 27' 66' | Jegyzőkönyv |               |

| Lokomotyiv stadion, Moszkva Nézőszám: 18,123 Játékvezető: Jouni Hyytiä (finn) |

| 2005. szeptember 3. 21:15 |

| Portugália                                             | 6–0         | Luxemburg |
| ------------------------------------------------------ | ----------- | --------- |
| Andrade 24' Carvalho 30' Pauleta 38' 57' Simão 80' 85' | Jegyzőkönyv |           |

| Estádio Algarve, Faro Nézőszám: 25,300 Játékvezető: Dick van Egmond (holland) |

| 2005. szeptember 7. 19:00 |

| Lettország  | 1–1         | Szlovákia  |
| ----------- | ----------- | ---------- |
| Laizāns 74' | Jegyzőkönyv | Vittek 35' |

| Skonto stadion, Riga Nézőszám: 8,800 Játékvezető: Konrad Plautz (osztrák) |

| 2005. szeptember 7. 19:00 |

| Oroszország | 0–0         | Portugália |
| ----------- | ----------- | ---------- |
|             | Jegyzőkönyv |            |

| Lokomotyiv stadion, Moszkva Nézőszám: 28,800 Játékvezető: Markus Merk (német) |

| 2005. szeptember 7. 19:30 |

| Liechtenstein                          | 3–0          | Luxemburg |
| -------------------------------------- | ------------ | --------- |
| M. Frick 38' Fischer 77' T. Beck 90+2' | [Jegyzőkönyv |           |

| Rheinpark Stadion, Vaduz Nézőszám: 2,300 Játékvezető: Damir Skomina (szlovén) |

| 2005. október 8. 17:00 |

| Szlovákia  | 1–0         | Észtország |
| ---------- | ----------- | ---------- |
| Hlinka 72' | Jegyzőkönyv |            |

| Tehelné pole, Pozsony Nézőszám: 12,800 Játékvezető: Paul Allaerts (belga) |

| 2005. október 8. 19:00 |

| Oroszország                                                     | 5–1         | Luxemburg                |
| --------------------------------------------------------------- | ----------- | ------------------------ |
| Izmajlov 7' Kerzsakov 18' Pavljucsenko 65' Kiricsenko 74' 90+3' | Jegyzőkönyv | C. Reiter 52' (11-esből) |

| Lokomotyiv stadion, Moszkva Nézőszám: 20,000 Játékvezető: Alexandru Tudor (román) |

| 2005. október 8. 21:15 |

| Portugália                 | 2–1         | Liechtenstein |
| -------------------------- | ----------- | ------------- |
| Pauleta 48' Nuno Gomes 85' | Jegyzőkönyv | Fischer 32'   |

| Estádio Municipal de Aveiro, Aveiro Nézőszám: 29,000 Játékvezető: Grzegorz Gilewski (lengyel) |

| 2005. október 12. 19:30 |

| Portugália                | 3–0         | Lettország |
| ------------------------- | ----------- | ---------- |
| Pauleta 20' 22' Viana 86' | Jegyzőkönyv |            |

| Estádio do Dragão, Porto Nézőszám: 35,000 Játékvezető: Peter Fröjdfeldt (svéd) |

| 2005. október 12. 20:15 |

| Luxemburg | 0–2         | Észtország  |
| --------- | ----------- | ----------- |
|           | Jegyzőkönyv | Oper 7' 78' |

| Stade Josy Barthel, Luxembourg Nézőszám: 2,010 Játékvezető: Selçuk Dereli (török) |

| 2005. október 12. 20:30 |

| Szlovákia | 0–0         | Oroszország |
| --------- | ----------- | ----------- |
|           | Jegyzőkönyv |             |

| Tehelné pole, Pozsony Nézőszám: 22,317 Játékvezető: Roberto Rosetti (olasz) |

## Góllövőlista
| - 11 gólos - Pauleta - 7 gólos - Andres Oper - Cristiano Ronaldo - 6 gólos - Róbert Vittek 5 gólos - Māris Verpakovskis - Arsavin 4 gólos - Juris Laizāns - Alekszandr Kerzsakov - Dmitrij Szicsov - Miroslav Karhan 3 gólos - Thomas Beck - Franz Burgmeier - Mario Frick - Hélder Postiga - Simão - Marek Mintál - Németh Szilárd - Ľubomír Reiter 2 gólos - Ingemar Teever - Kristen Viikmäe - Vitālijs Astafjevs - Imants Bleidelis - Andrejs Prohorenkovs - Mihails Zemļinskis - Benjamin Fischer - Petit - Marat Izmajlov - Andrej Karjaka - Dmitrij Kiricsenko - Dmitrij Loszkov | 1 gólos - Joel Lindpere - Maksim Smirnov - Andrei Stepanov - Sergei Terehhov - Fabio D'Elia - Martin Stocklasa - Gordon Braun - Manuel Cardoni - Alphonse Leweck - Claude Reiter - Jeff Strasser - Jorge Andrade - Ricardo Carvalho - Deco - Nuno Gomes - Maniche - Fernando Meira - Hugo Viana - Dmitrij Bulikin - Roman Pavljucsenko - Igor Demo - Vratislav Greško - Peter Hlinka - Karol Kisel - Radoslav Zabavník 1 öngólos - Daniel Hasler (Portugália ellen) - Ben Federspiel (Portugália ellen) - Eric Hoffmann (Lettország ellen) - Manuel Schauls (Észtország ellen) |